# Physcomitrium sinensi-sphaericum
Physcomitrium sinensi-sphaericum är en bladmossart som beskrevs av C. Müller 1898. Physcomitrium sinensi-sphaericum ingår i släktet huvmossor, och familjen Funariaceae. Inga underarter finns listade i Catalogue of Life.